# Grotte des Choias
La grotte des Choias est une grotte touristique située dans la commune d'A Pobra do Brollón, dans la province de Lugo (Galice, Espagne),. Elle tire son nom des nombreuses craves à bec rouge (choias en espagnol), au bec rouge et courbé, qui nichaient dans son entrée.

## Description
La grotte des Choias est une grotte naturelle, environnée par des cavités creusées par l'homme pour l'extraction du minerai de fer, principalement au cours des XVIe et XVIIe siècles. Elle possède de grandes dimensions, visibles dès l'entrée. Dans la galerie principale, la voute atteint plus de 30 m de hauteur ; sa longueur est d'environ 120 m et sa largeur dépasse 20 m.
La grotte se compose de trois niveaux, le niveau intermédiaire étant le plus intéressant en raison de la présence de formations calcaires de toutes formes façonnées par l'écoulement de l'eau. Les forts contrastes de couleurs produits par l'oxydation du fer présent dans la roche, allant des verts intenses à une nuance variée d'ocre, attirent également l'attention.
À environ 75 m de l'entrée, dans la paroi de droite, s'ouvre une galerie qui communique avec le niveau inférieur. Passer d'un niveau à l'autre est délicat en raison de légères irrégularités et du sol glissant. Il existe cinq autres galeries, dont seule la centrale donne accès à l'extérieur, bien que son entrée soit masquée par la végétation.

## Flore
Une mousse luminescente pousse dans cette grotte, la Schistostega pennata, qui est une espèce menacée.

## Visite
La grotte des Choias est ouverte à la visite.